# Pfulgriesheim
Pfulgriesheim là một xã thuộc tỉnh Bas-Rhin trong vùng Grand Est đông bắc Pháp.
It lies northwest of Strasbourg along the D41 road out of the city.